# Segregazione religiosa

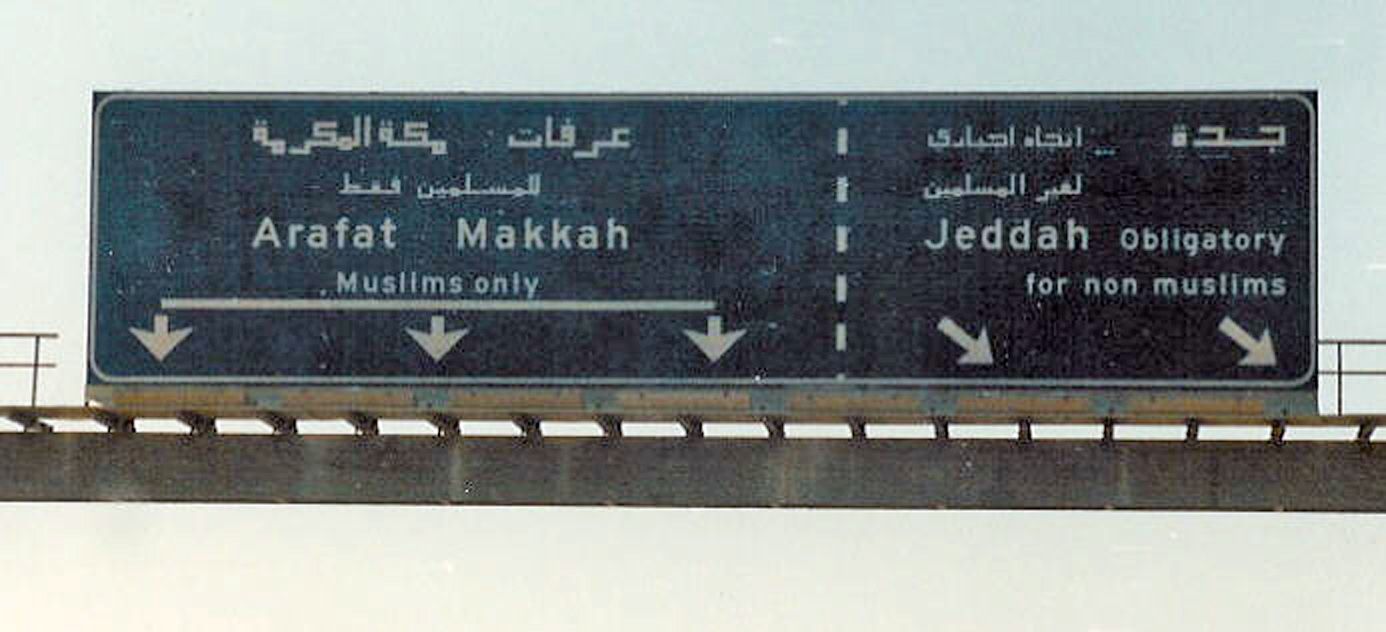
Un segnale autostradale in direzione della Mecca, obbliga a direzioni diverse "i musulmani" e i "non musulmani". Reparti della polizia religiosa stazionano oltre la deviazione sulla strada principale per impedire ai non musulmani di procedere verso La Mecca.

La segregazione religiosa è la separazione delle persone in base al loro credo religioso. Il termine viene applicato sia ai casi di segregazione religiosa che emergono, in modo spontaneo e dal basso, come fenomeni sociali, sia alla segregazione derivante da disposizioni legislative, esplicite o implicite.
Il termine apartheid religioso, dal significato simile è stato utilizzato anche per situazioni in cui le persone sono separate per motivi di religione, che prevedono fenomeni sociologici.